# Rocafort de Queralt
Rocafort de Queralt ist eine Gemeinde (Municipio) mit 246 Einwohnern (Stand: 2024) im Südosten Kataloniens in Spanien. Die Gemeinde gehört zur Comarca Conca de Barberà. 

## Lage
Rocafort de Queralt liegt 39 Kilometer nördlich von Tarragona in einer durchschnittlichen Höhe von ca. 565 m. 

## Bevölkerungsentwicklung
| Jahr      | 1970 | 1981 | 1991 | 2001 | 2011 | 2021 |
| --------- | ---- | ---- | ---- | ---- | ---- | ---- |
| Einwohner | 398  | 309  | 264  | 276  | 244  | 230  |

## Sehenswürdigkeiten

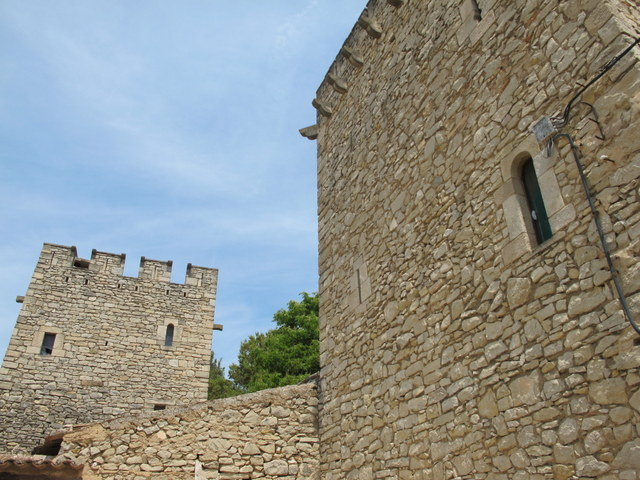
Burganlage
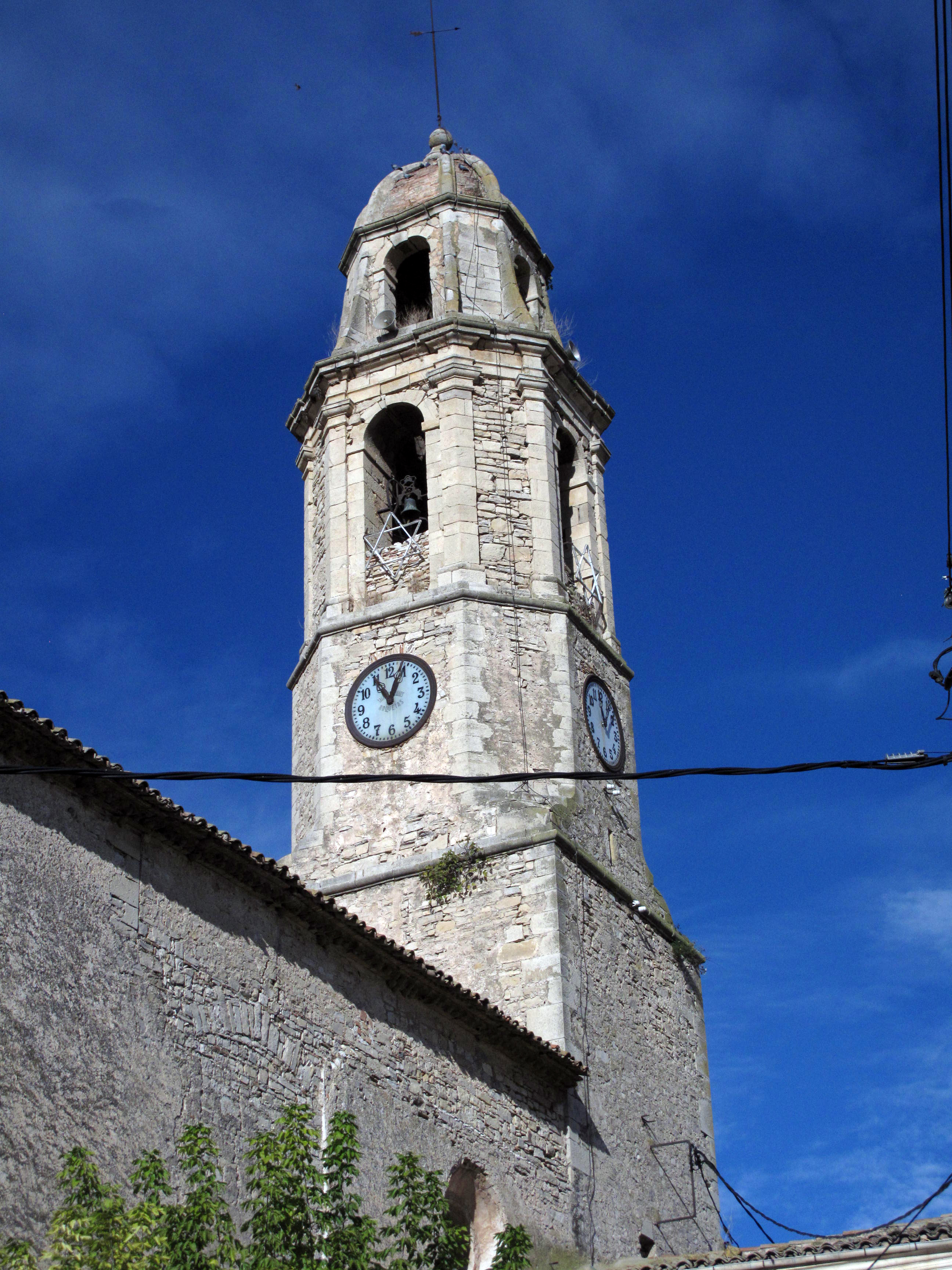
Salvatorkirche
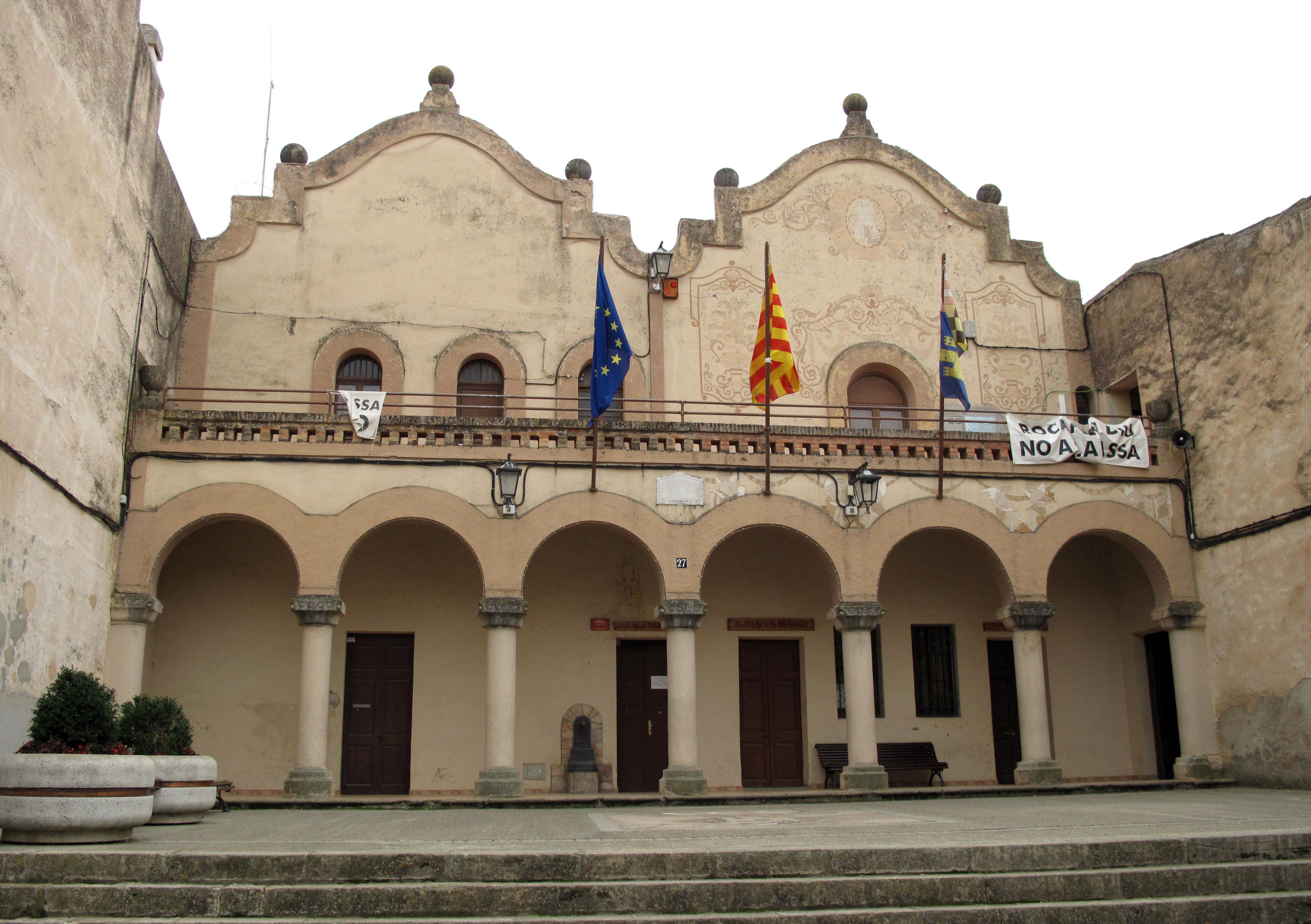
Rathaus

- Burganlage
- Salvatorkirche
- Rathaus